# Lijst van premiers van Thailand
Dit is een lijst van premier van Thailand met bijbehorende regeringen .

Sinds de eerste 'tijdelijke' constitutie van Thailand op 27 juni 1932 zijn er tussen juni 1932 en augustus 2024 63 regeringen geweest (al dan niet democratisch gekozen). De gemiddelde zittingsduur per regering komt daarmee uit op bijna zestien maanden.

## Premiers van Thailand (1932-heden)
| Premier           | Premier                                             | Ambtstermijn      | Ambtstermijn      | Regering                  |
| ----------------- | --------------------------------------------------- | ----------------- | ----------------- | ------------------------- |
|                   | Phraya Manopakorn Nithithada (1884-1948)            | 28 juni 1932      | 9 december 1932   | 1e Regering               |
| 10 december 1932  | Phraya Manopakorn Nithithada (1884-1948)            | 1 april 1933      | 2e Regering       |                           |
| 1 april 1933      | Phraya Manopakorn Nithithada (1884-1948)            | 20 juni 1933      | 3e Regering       |                           |
|                   | Kolonel Phraya Phahol Pholphayuhasena (1887-1947)   | 21 juni 1933      | 16 december 1933  | 4e Regering               |
| 16 december 1933  | Kolonel Phraya Phahol Pholphayuhasena (1887-1947)   | 22 september 1934 | 5e Regering       |                           |
| 22 september 1934 | Kolonel Phraya Phahol Pholphayuhasena (1887-1947)   | 22 september 1934 | 6e Regering       |                           |
| 22 september 1934 | Kolonel Phraya Phahol Pholphayuhasena (1887-1947)   | 10 december 1937  | 7e Regering       |                           |
| 21 december 1937  | Kolonel Phraya Phahol Pholphayuhasena (1887-1947)   | 11 september 1938 | 8e Regering       |                           |
|                   | Veldmaarschalk Plaek Pibul Songkram (1897-1964)     | 16 december 1938  | 6 maart 1942      | 9e Regering               |
| 6 maart 1942      | Veldmaarschalk Plaek Pibul Songkram (1897-1964)     | 1 augustus 1944   | 10e Regering      |                           |
|                   | Majoor Khuang Abhaiwongse (1902-1968)               | 1 augustus 1944   | 31 augustus 1945  | 11e Regering              |
|                   | Tawee Boonyaket (1904-1971)                         | 31 augustus 1945  | 17 september 1945 | 12e Regering              |
|                   | Seni Pramoj                                         | 17 september 1945 | 15 oktober 1945   | 13e Regering              |
|                   | Majoor Khuang Abhaiwongse (1902-1968)               | 31 januari 1946   | 24 maart 1946     | 14e Regering              |
|                   | Dr. Pridi Banomyong                                 | 24 maart 1946     | 8 juni 1946       | 15e Regering              |
| 8 juni 1946       | Dr. Pridi Banomyong                                 | 9 juni 1946       | 16e Regering      |                           |
| 11 juni 1946      | Dr. Pridi Banomyong                                 | 23 augustus 1946  | 17e Regering      |                           |
|                   | Admiraal Thawal Thamrong Navaswadhi                 | 23 augustus 1946  | 30 mei 1947       | 18e Regering              |
| 30 mei 1947       | Admiraal Thawal Thamrong Navaswadhi                 | 8 november 1947   | 19e Regering      |                           |
|                   | Majoor Khuang Abhaiwongse (1902-1968)               | 10 november 1947  | 21 februari 1948  | 20e Regering              |
| 21 februari 1948  | Majoor Khuang Abhaiwongse (1902-1968)               | 8 april 1948      | 21e Regering      |                           |
|                   | Veldmaarschalk Plaek Pibul Songkram (1897-1964)     | 8 april 1948      | 24 juni 1949      | 22e Regering              |
| 25 juni 1949      | Veldmaarschalk Plaek Pibul Songkram (1897-1964)     | 29 november 1951  | 23e Regering      |                           |
| 29 november 1951  | Veldmaarschalk Plaek Pibul Songkram (1897-1964)     | 6 december 1951   | 24e Regering      |                           |
| 6 december 1951   | Veldmaarschalk Plaek Pibul Songkram (1897-1964)     | 8 maart 1952      | 25e Regering      |                           |
| 24 maart 1952     | Veldmaarschalk Plaek Pibul Songkram (1897-1964)     | 25 februari 1957  | 26e Regering      |                           |
| 21 maart 1957     | Veldmaarschalk Plaek Pibul Songkram (1897-1964)     | 16 september 1957 | 27e Regering      |                           |
|                   | Pote Sarasin                                        | 21 september 1957 | 26 december 1957  | 28e Regering              |
|                   | Veldmaarschalk Thanom Kittikachorn (1912-2004)      | 1 januari 1958    | 20 oktober 1958   | 29e Regering              |
|                   | Veldmaarschalk Sarit Dhanarajata                    | 9 februari 1959   | 8 december 1963   | 30e Regering              |
|                   | Veldmaarschalk Thanom Kittikachorn (1912-2004)      | 9 december 1963   | 7 maart 1969      | 31e Regering              |
| 7 maart 1969      | Veldmaarschalk Thanom Kittikachorn (1912-2004)      | 17 november 1971  | 32e Regering      |                           |
| 18 november 1973  | Veldmaarschalk Thanom Kittikachorn (1912-2004)      | 14 oktober 1973   | 33e Regering      |                           |
| 14 oktober 1973   | 14 oktober 1973                                     | 34e Regering      |                   |                           |
|                   | Professor Sanya Dharmasakti                         | 14 oktober 1973   | 21 mei 1974       | 35e Regering              |
| 21 mei 1974       | Professor Sanya Dharmasakti                         | 21 januari 1975   | 36e Regering      |                           |
|                   | Seni Pramoj                                         | 21 februari 1975  | 6 maart 1975      | 37e Regering              |
|                   | Kukrit Pramoj                                       | 17 maart 1975     | 12 januari 1976   | 38e Regering              |
|                   | Seni Pramoj                                         | 21 april 1976     | 23 september 1976 | 39e Regering              |
| 5 oktober 1976    | Seni Pramoj                                         | 8 oktober 1976    | 40e Regering      |                           |
|                   | Tanin Kraivixien                                    | 22 oktober 1976   | 20 oktober 1977   | 41e Regering              |
|                   | Generaal Kriangsak Chomanan                         | 12 november 1977  | 29 februari 1980  | 42e Regering              |
|                   | Generaal Prem Tinsulanonda (1920-2019)              | 12 maart 1980     | 19 maart 1983     | 43e Regering              |
| 30 april 1983     | Generaal Prem Tinsulanonda (1920-2019)              | 5 augustus 1986   | 44e Regering      |                           |
| 5 augustus 1986   | Generaal Prem Tinsulanonda (1920-2019)              | 29 april 1988     | 45e Regering      |                           |
|                   | Generaal Chatichai Choonhavan                       | 4 augustus 1988   | 23 februari 1991  | 46e Regering              |
|                   | Anand Panyarachun                                   | 2 maart 1991      | 6 april 1992      | 47e Regering              |
|                   | Generaal Suchinda Kraprayoon                        | 7 april 1992      | 24 mei 1992       | 48e Regering              |
|                   | Anand Panyarachun                                   | 10 juni 1992      | 22 september 1992 | 49e Regering              |
|                   | Chuan Leekpai                                       | 23 september 1992 | 19 mei 1995       | 50e Regering              |
|                   | Banharn Silpa-Archa                                 | 13 juli 1995      | 27 september 1996 | 51e Regering              |
|                   | Generaal Chavalit Yongchaiyudh                      | 25 november 1996  | 6 november 1997   | 52e Regering              |
|                   | Chuan Leekpai                                       | 9 november 1997   | 9 februari 2001   | 53e Regering              |
|                   | politie Luitenant Kolonel Thaksin Shinawatra (1949) | 9 februari 2001   | 5 april 2006      | 54e Regering              |
|                   | Chitchai Wannasathit (1949)                         | 5 april 2006      | 23 mei 2006       | 55e Regering              |
|                   | politie Luitenant Kolonel Thaksin Shinawatra (1949) | 23 mei 2006       | 19 september 2006 | 55e Regering              |
|                   | Generaal Surayud Chulanont (1943)                   | 1 oktober 2006    | 29 januari 2008   | 56e Regering              |
|                   | Samak Sundaravej (1935-2009)                        | 29 januari 2008   | 9 september 2008  | 57e Regering              |
|                   | Somchai Wongsawat (1947)                            | 18 september 2008 | 2 december 2008   | 58e Regering              |
|                   | Abhisit Vejjajiva (1964)                            | 17 december 2008  | 5 augustus 2011   | 59e Regering              |
|                   | Yingluck Shinawatra (1967)                          | 5 augustus 2011   | 7 mei 2014        | 60e Regering              |
|                   | Niwatthamrong Boonsongpaisan (1948)                 | 7 mei 2014        | 22 mei 2014       | 60e Regering              |
|                   | Prayut Chan-o-cha (1954)                            | 22 mei 2014       | 24 augustus 2022  | 61e Regering 62e Regering |
|                   | Prawit Wongsuwon (1945)                             | 24 augustus 2022  | 30 september 2022 | 62e Regering              |
|                   | Prayut Chan-o-cha (1954)                            | 30 september 2022 | 23 augustus 2023  | 62e Regering              |
|                   | Srettha Thavisin (1962)                             | 23 augustus 2023  | 14 augustus 2024  | 63e Regering              |
|                   | Phumtham Wechayachai (interim) (1953)               | 14 augustus 2024  | 18 augustus 2024  | 63e Regering              |
|                   | Paetongtarn Shinawatra (1986)                       | 18 augustus 2024  | heden             | 64e Regering              |